# Muskwa River (Fort Nelson River)
Der Muskwa River ist ein linker Nebenfluss des Fort Nelson River im Norden der kanadischen Provinz British Columbia.

## Flusslauf
Der Muskwa River hat seinen Ursprung in einer vergletscherten Gebirgsgruppe der Kanadischen Rocky Mountains. Er wird vom Lloyd-George-Gletscher gespeist. Der Muskwa River fließt anfangs 13 km in Richtung Südsüdost und wendet sich im Anschluss nahe dem Fern Lake nach Osten. Im Mittellauf wendet sich der Fluss nach Norden. Er nimmt die Nebenflüsse Gathto Creek, Tuchodi River, Chischa River, Tetsa River und Kledo Creek, alle von links, auf. Im Unterlauf fließt der Muskwa River wieder nach Osten. Kurz vor seiner Mündung in den Fort Nelson River trifft sein größter Nebenfluss, der Prophet River, von rechts auf den Muskwa River. Anschließend passiert er die Kleinstadt Fort Nelson. Der Muskwa River hat eine Länge von 257 km. Sein Einzugsgebiet umfasst etwa 20.300 km². Der mittlere Abfluss beträgt 214 m³/s. Der Oberlauf des Muskwa River sowie Teile seines Einzugsgebiets liegen im Northern Rocky Mountains Provincial Park. 